# Матч СРСР — США з легкої атлетики в приміщенні 1979
Матч СРСР — США з легкої атлетики в приміщенні 1979 був проведений 3 березня у Форт-Верті.
Змагання проходили під дахом міського Конференц-центру на круговому дерев'яному треку довжиною 176 ярдів (~161 метр), крім змагань чоловіків у метанні ваги, які були проведені на метальному секторі просто неба.
Американські та радянські багатоборці вперше в історії змагались в межах окремого матчу в приміщенні, що був проведений 1-2 березня у Вест-Пойнті. До цього дисципліни багатоборства входили до програм основних матчів.

## Результати

### Чоловіки
| Місце | Атлет             | Результат |
| ----- | ----------------- | --------- |
| 1     | Х'юстон Мак-Тір   | 6,14      |
| 2     | Стів Ріддік       | 6,17      |
| 3     | Микола Колесников | 6,21      |
| 4     | Олександр Аксинін | 6,28      |

| Місце | Атлет            | Результат |
| ----- | ---------------- | --------- |
| 1     | Стен Вінсон      | 47,71     |
| 2     | Віктор Бураков   | 48,64     |
| 3     | Ремігіюс Валюліс | 49,23     |
| 4     | Кліфтон Перрі    | 49,61     |

| Місце | Атлет              | Результат |
| ----- | ------------------ | --------- |
| 1     | Еванс Вайт         | 1.49,2    |
| 2     | Марк Ліч           | 1.50,1    |
| 3     | Микола Широков     | 1.50,6    |
| 4     | Володимир Подоляко | 1.53,0    |

| Місце | Атлет           | Результат |
| ----- | --------------- | --------- |
| 1     | Стів Лейсі      | 4.01,8    |
| 2     | Крейг Масбек    | 4.03,4    |
| 3     | Валерій Торопов | 4.04,8    |
| 4     | Микола Кіров    | 4.05,4    |

| Місце | Команда              | Результат |
| ----- | -------------------- | --------- |
| 1     | Валерій Абрамов      | 13.18,0   |
| 2     | Роббі Перкінс        | 13.20,2   |
| 3     | Джерард Донаковські  | 13.29,1   |
| 4     | Ромуальдас Саусайтис | 13.34,3   |

| Місце | Команда             | Результат |
| ----- | ------------------- | --------- |
| 1     | Андрій Прокоф'єв    | 7,04 EIB  |
| 2     | Керрі Бетел         | 7,09      |
| 3     | Деді Купер          | 7,15      |
| 4     | В'ячеслав Кулебякін | 7,64      |

| Місце | Команда                                                                   | Результат |
| ----- | ------------------------------------------------------------------------- | --------- |
| 1     | СШАСтен Вінсон Кліфтон Перрі Джо Маятт Еванс Вайт                         | 2.30,2    |
| 2     | СРСРРемігіюс Валюліс Микола Колесников Володимир Ігнатенко Віктор Бураков | 2.33,5    |

| Місце | Команда       | Результат |
| ----- | ------------- | --------- |
| 1     | Євген Євсюков | 19.03,3   |
| 2     | Тодд Скаллі   | 20.02,2   |
| 3     | Джим Гейрінг  | 20.36,4   |

| Місце | Команда          | Результат |
| ----- | ---------------- | --------- |
| 1     | Володимир Ященко | 2,29      |
| 2     | Бен Філдс        | 2,26      |
| 3     | Брюс Мак-Денієл  | 2,17      |
| 4     | Геннадій Бєлков  | 2,17      |

| Місце | Атлет                | Результат |
| ----- | -------------------- | --------- |
| 1     | Ден Ріплі            | 5,63 WIB  |
| 2     | Ерл Белл             | 5,18      |
| 3     | Євген Тананика       | 5,18      |
| —     | Володимир Трофименко | NM        |

| Місце | Атлет              | Результат |
| ----- | ------------------ | --------- |
| 1     | Тео Гемілтон       | 7,88      |
| 2     | Валерій Підлужний  | 7,80      |
| 3     | Володимир Цепельов | 7,79      |
| 4     | Ларрі Майрікс      | 7,52      |

| Місце | Атлет              | Результат |
| ----- | ------------------ | --------- |
| 1     | Анатолій Піскулін  | 16,77     |
| 2     | Геннадій Валюкевич | 16,74     |
| 3     | Мілан Тіфф         | 16,69     |
| 4     | Рон Ліверс         | 16,33     |

| Місце | Атлет                | Результат |
| ----- | -------------------- | --------- |
| 1     | Володимир Кисельов   | 20,13     |
| 2     | Пітер Шмок           | 20,05     |
| 3     | Олександр Баришников | 19,88     |
| 4     | Колін Андерсон       | 19,71     |

| Місце | Атлет        | Результат |
| ----- | ------------ | --------- |
| 1     | Юрій Сєдих   | 21,12     |
| 2     | Еммітт Беррі | 20,25     |
| 3     | Борис Зайчук | 19,84     |
| 4     | Джордж Френн | 19,60     |

### Жінки
| Місце | Атлетка            | Результат |
| ----- | ------------------ | --------- |
| 1     | Людмила Сторожкова | 6,63 WIB  |
| 2     | Чандра Чізборо     | 6,68 NIB  |
| 3     | Віра Анісімова     | 6,71      |
| 4     | Доллі Флітвуд      | 6,75      |

| Місце | Атлетка          | Результат |
| ----- | ---------------- | --------- |
| 1     | Шеррі Говард     | 55,30     |
| 2     | Ірина Чоміна     | 55,69     |
| 3     | Йоланда Річ      | 55,76     |
| 4     | Марія Кульчунова | 55,88     |

| Місце | Атлетка           | Результат |
| ----- | ----------------- | --------- |
| 1     | Світлана Стиркіна | 2.04,7    |
| 2     | Венді Кнудсон     | 2.06,2    |
| 3     | Людмила Веселкова | 2.07,4    |
| 4     | Карел Джонс       | 2.08,6    |

| Місце | Атлетка           | Результат  |
| ----- | ----------------- | ---------- |
| 1     | Заміра Зайцева    | 4.30,1 EIB |
| 2     | Франсі Лар'є      | 4.33,2     |
| 3     | Джен Меррілл      | 4.43,6     |
| —     | Світлана Гуськова | DQ         |

| Місце | Атлетка            | Результат |
| ----- | ------------------ | --------- |
| 1     | Джен Меррілл       | 9.41,5    |
| 2     | Раїса Садрейдінова | 9.41,7    |
| 3     | Джулі Браун        | 9.49,2    |
| 4     | Валентина Ільїних  | 9.56,9    |

| Місце | Атлетка          | Результат |
| ----- | ---------------- | --------- |
| 1     | Кенді Янг        | 7,27 =WIB |
| 2     | Ніна Моргуліна   | 7,45      |
| 3     | Тетяна Анісімова | 7,59      |
| 4     | Ронда Брейді     | 7,86      |

| Місце | Команда                                                            | Результат |
| ----- | ------------------------------------------------------------------ | --------- |
| 1     | СРСРМарія Кульчунова Людмила Маслакова Віра Анісімова Ірина Чоміна | 2.48,2    |
| 2     | СШАЧандра Чізборо Йоланда Річ Карел Джонс Шеррі Говард             | 2.48,3    |

| Місце | Атлетка        | Результат |
| ----- | -------------- | --------- |
| 1     | Марина Серкова | 1,84      |
| 2     | Луїза Ріттер   | 1,84      |
| 3     | Пола Гервен    | 1,80      |
| 4     | Тамара Бикова  | 1,76      |

| Місце | Атлетка             | Результат |
| ----- | ------------------- | --------- |
| 1     | Тетяна Проскурякова | 6,33      |
| 2     | Джоді Андерсон      | 6,28      |
| 3     | Марта Ватсон        | 6,10      |
| 4     | Аніта Стукане       | 5,88      |

| \| Місце \| Атлетка \| Результат \| \| ----- \| ------------------- \| --------- \| \| 1 \| Рімма Музикявічене \| 17,78 \| \| 2 \| Світлана Крачевська \| 17,27 \| \| 3 \| Енн Тербайн \| 15,80 \| \| 4 \| Марсія Мекленбург \| 14,76 \| |                     |           |
| Місце | Атлетка             | Результат |
| 1 | Рімма Музикявічене  | 17,78     |
| 2 | Світлана Крачевська | 17,27     |
| 3 | Енн Тербайн         | 15,80     |
| 4 | Марсія Мекленбург   | 14,76     |

## Матч з багатоборств
Матч СРСР — США з легкоатлетичних багатоборств у приміщенні 1979 був проведений 1-2 березня у Вест-Пойнті.
Змагання проходили під дахом «Гілліс Філд Хаус» на круговому синтетичному треку довжиною 300 ярдів (~275 метрів).
За програмою змагань, матч семиборців США та СРСР носив двосторонній характер, а у межах жіночого п'ятиборства, разом із американськими та радянськими спортсменками, виступала команда канадських багатоборок.

### Результати
| Місце | Атлет              | Результат |
| ----- | ------------------ | --------- |
| 1     | Віктор Грузенкін   | 5649      |
| 2     | Фред Самара        | 5554      |
| 3     | Лі Паллес          | 5537      |
| 4     | Роберт Коффманн    | 5531      |
| 5     | Юрій Куценко       | 5521      |
| 6     | Джон Кріст         | 5512      |
| 7     | Грант Нідерхауз    | 5480      |
| 8     | Володимир Буряков  | 5466      |
| 9     | Валерій Качанов    | 5454      |
| 10    | Микола Авілов      | 5454      |
| 11    | Андрій Зуєв        | 5341      |
| 12    | Майкл Гілл         | 5318      |
| 13    | Володимир Анисимов | 5224      |
| 14    | Маурісіо Бардалес  | 4981      |
| —     | Олександр Гребенюк | DNF       |
| —     | Джим Гавелл        | DNF       |

| Місце | Атлетка             | Результат |
| ----- | ------------------- | --------- |
| 1     | Катерина Смирнова   | 4348      |
| 2     | Надія Корякіна      | 4337      |
| 3     | Джоді Андерсон      | 4140      |
| 4     | Ольга Курагіна      | 4118      |
| 5     | Ольга Рукавишникова | 4088      |
| 6     | Лінда Волтман       | 4059      |
| 7     | Джоан Расселл       | 3853      |
| 8     | Ненсі Маллой        | 3835      |
| 9     | Джоанн Андерсон     | 3821      |
| 10    | Пенні Мей           | 3789      |
| 11    | Ліз Мак-Блейн       | 3750      |
| 12    | Бренда Вілсон       | 3738      |
| 13    | Меггі Вудс          | 3731      |
| 14    | Мерілін Лінсенмаєр  | 3635      |

## Командний залік

### Основний матч
|                 | СРСР | США |
| --------------- | ---- | --- |
| Чоловіки        | 66   | 75  |
| Жінки           | 52   | 46  |
| Загальний залік | 118  | 121 |

### Матч з багатоборств
|                 | СРСР   | США    | Канада |
| --------------- | ------ | ------ | ------ |
| Семиборство     | 32 885 | 32 932 | Ні     |
| П'ятиборство    | 16 891 | 15 887 | 15 091 |
| Загальний залік | 49 776 | 48 819 | Ні     |